# Pilosocereus azulensis
Pilosocereus azulensis är en kaktusväxtart som beskrevs av Nigel Paul Taylor och Daniela Cristina Zappi. Pilosocereus azulensis ingår i släktet Pilosocereus och familjen kaktusväxter. Inga underarter finns listade i Catalogue of Life.